# Vladimir Branković
Vladimir Branković (Владимир Бранковић; sinh ngày 22 tháng 9 năm 1985) là một cầu thủ bóng đá Serbia, thi đấu ở vị trí hậu vệ cho TSC Bačka Topola.
Trong suốt sự nghiệp, Branković thi đấu cho nhiều câu lạc bộ ở quê nhà, trong đó có cả cựu vô địch quốc gia Obilić, OFK Beograd, Partizan và Vojvodina. Anh cũng thi đấu ở nước ngoài, giành cú đúp danh hiệu với đội bóng Moldova Sheriff Tiraspol năm 2010.

## Danh hiệu
Sevojno
- Cúp bóng đá Serbia: Á quân 2008–09

Sheriff Tiraspol
- Moldovan National Division: 2009–10
- Cúp bóng đá Moldova: 2009–10

Vojvodina
- Cúp bóng đá Serbia: Á quân 2012–13